# Dialeurolonga
Dialeurolonga is een geslacht van halfvleugeligen (Hemiptera) uit de familie witte vliegen (Aleyrodidae), onderfamilie Aleyrodinae.
De wetenschappelijke naam van dit geslacht is voor het eerst geldig gepubliceerd door Dozier in 1928. De typesoort is Dialeurodes (Dialeurolonga) elongata.

## Soorten
Dialeurolonga omvat de volgende soorten:
- Dialeurolonga africana (Newstead, 1921)
- Dialeurolonga agauriae Takahashi, 1951
- Dialeurolonga ambilaensis Takahashi, 1955
- Dialeurolonga angustata Takahashi, 1961
- Dialeurolonga aphloiae Takahashi, 1955
- Dialeurolonga bambusae Takahashi, 1961
- Dialeurolonga bambusicola (Takahashi, 1951)
- Dialeurolonga brevispina Takahashi, 1951
- Dialeurolonga communis Bink-Moenen, 1983
- Dialeurolonga davidi Dubey & Sundararaj, 2006
- Dialeurolonga elliptica Takahashi, 1955
- Dialeurolonga elongata (Dozier, 1928)
- Dialeurolonga erythroxylonis Takahashi, 1955
- Dialeurolonga eugeniae Takahashi, 1951
- Dialeurolonga graminis (Takahashi, 1951)
- Dialeurolonga guettardae Martin, 2005
- Dialeurolonga hoyti Mound, 1965
- Dialeurolonga kumargiriensis Dubey & Sundararaj, 2006
- Dialeurolonga lagerstroemiae Jesudasan & David, 1991
- Dialeurolonga lamtoensis Cohic, 1969
- Dialeurolonga lata Takahashi, 1955
- Dialeurolonga maculata (Singh, 1931)
- Dialeurolonga malleshwaramensis Sundararaj, 2001
- Dialeurolonga mameti Takahashi, 1955
- Dialeurolonga mauritiensis (Takahashi, 1938)
- Dialeurolonga milloti Takahashi, 1951
- Dialeurolonga multipapilla Takahashi, 1955
- Dialeurolonga multipori Dubey & Sundararaj, 2006
- Dialeurolonga multituberculata Dubey & Sundararaj, 2006
- Dialeurolonga nemoralis Bink-Moenen, 1983
- Dialeurolonga nigra Takahashi & Mamet, 1952
- Dialeurolonga operculobata Martin & Carver in Martin, 1999
- Dialeurolonga paradoxa Takahashi, 1955
- Dialeurolonga paucipapillata Cohic, 1969
- Dialeurolonga pauliani Takahashi, 1951
- Dialeurolonga perinetensis Takahashi & Mamet, 1952
- Dialeurolonga phyllarthronis Takahashi, 1955
- Dialeurolonga pseudocephalidistincta Dubey & Sundararaj, 2006
- Dialeurolonga ravensarae Takahashi & Mamet, 1952
- Dialeurolonga rhamni Takahashi, 1961
- Dialeurolonga robinsoni Takahashi & Mamet, 1952
- Dialeurolonga rotunda Takahashi, 1961
- Dialeurolonga rusostigmoides Martin, 1999
- Dialeurolonga similis Takahashi, 1955
- Dialeurolonga simplex Takahashi, 1955
- Dialeurolonga strychnosicola Cohic, 1966
- Dialeurolonga subrotunda Takahashi, 1955
- Dialeurolonga swainei Martin, 1999
- Dialeurolonga takahashii David & Jesudasan, 1989
- Dialeurolonga tambourissae Takahashi, 1955
- Dialeurolonga tenella Takahashi, 1961
- Dialeurolonga trialeuroides Takahashi & Mamet, 1952
- Dialeurolonga vendranae Takahashi, 1961